# Radko Király
Radko Király (* 9. prosince 1965) je bývalý slovenský fotbalista, útočník.

## Fotbalová kariéra
V lize hrál za DAC Dunajská Streda v sezóně 1989–1990. Nastoupil ve 21 utkáních a dal 7 gólů. Po skončení aktivní kariéry působí jako trenér v nižších soutěžích.

## Ligová bilance
| Ročník                                   | Zápasy | Góly | Klub                |
| ---------------------------------------- | ------ | ---- | ------------------- |
| 1. československá fotbalová liga 1989/90 | 21     | 7    | DAC Dunajská Streda |
| CELKEM                                   |        |      |                     |